# Leichtathletik-Weltmeisterschaften 2013/Dreisprung der Frauen

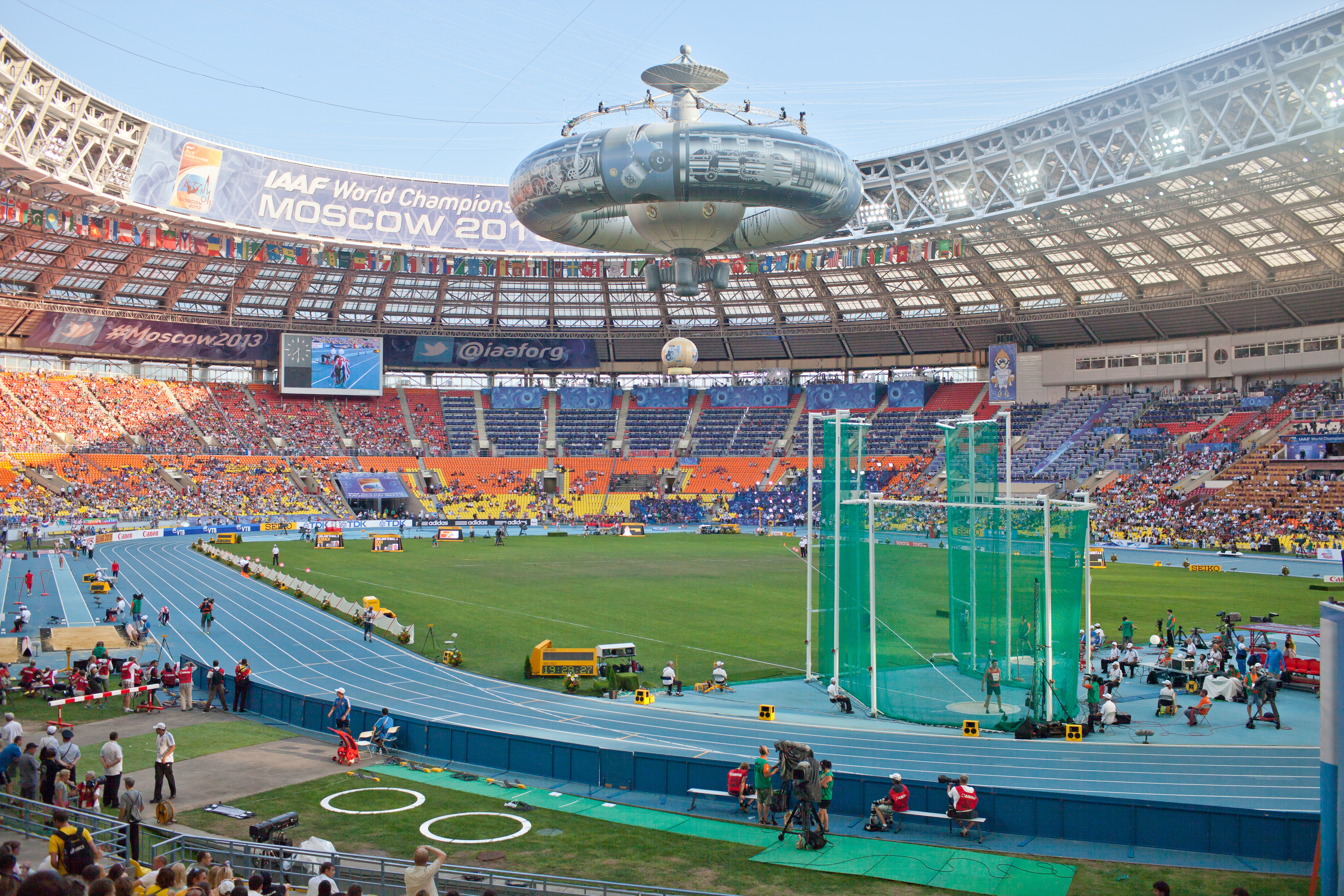
Das Olympiastadion Luschniki während der Weltmeisterschaften

Der Dreisprung der Frauen bei den Leichtathletik-Weltmeisterschaften 2013 fand am 13. und 15. August 2013 im Olympiastadion Luschniki der russischen Hauptstadt Moskau statt.
Weltmeisterin wurde die kolumbianische Olympiazweite von 2012 und WM-Dritte von 2011 Caterine Ibargüen. Sie hatte darüber hinaus bei den Südamerikameisterschaften zahlreiche Medaillen in drei Sprungdisziplinen gesammelt. Dreisprung: 2-mal Gold (2009/2011), 1-mal Silber (2006), 2-mal Bronze (2003/2005) – Weitsprung: 2-mal Silber (2003/2006), 3-mal Bronze (2005/2007/2011) – Hochsprung: 4-mal Gold (2005/2006/2007/2009), 2-mal Bronze (1999).

Silber ging an die Russin Jekaterina Konewa.

Rang drei belegte die ukrainische Titelverteidigerin, Olympiadritte von 2012 und zweifache Europameisterin (2010/2012) Olha Saladucha.

## Bestehende Rekorde
| Weltrekord               | 15,50 m | Inessa Krawez | WM 1995 in Göteborg, Schweden | 10. August 1995 |
| Weltmeisterschaftsrekord | 15,50 m | Inessa Krawez | WM 1995 in Göteborg, Schweden | 10. August 1995 |

Der bestehende WM-Rekord wurde bei diesen Weltmeisterschaften nicht eingestellt und nicht verbessert.
Die kolumbianische Weltmeisterin Caterine Ibargüen stellte mit ihrem Siegessprung von 14,85 m im Finale am 15. August eine neue Weltjahresbestleistung auf.

## Doping
Die zunächst siebtplatzierte Russin Anna Pjatych wurde wegen Einsatzes des leistungssteigernden Mittels Turinabol mit einer Sperre von vier Jahren belegt, die am 15. Dezember 2016 begann. Ihre vom 6. Juli 2013 bis 15. Dezember 2016 erzielten Resultate sowie ihr vierter Rang von den Weltmeisterschaften 2007 wurden annulliert.
Benachteiligt wurden eine Athletin im Finale und eine Teilnehmerin in der Qualifikation. Auf der Grundlage der erzielten Resultate waren dies:
- Snežana Vukmirović, Slowenien – Ihr hätten als achtbester Springerin nach dem Vorkampf im Finale der besten Acht drei weitere Versuche zugestanden.
- Keila Costa, Brasilien – Sie hätte als zwölftbeste Springerin aus beiden Qualifikationsgruppen am Finale teilnehmen dürfen.

## Windbedingungen
In den folgenden Ergebnisübersichten sind die Windbedingungen zu den einzelnen Sprüngen benannt. Der erlaubte Grenzwert liegt bei zwei Metern pro Sekunde. Bei stärkerer Windunterstützung wird die Weite für den Wettkampf gewertet, findet jedoch keinen Eingang in Rekord- und Bestenlisten.
Hier gab es keinen Sprung mit unzulässiger Windunterstützung.

## Legende
Kurze Übersicht zur Bedeutung der Symbolik – so üblicherweise auch in sonstigen Veröffentlichungen verwendet:
| – | verzichtet                            |
| x | ungültig                              |
| r | Wettkampf nicht fortgesetzt (retired) |

## Ergebnisse

### Qualifikation
13. August 2013, 11:25 Uhr Ortszeit (8:25 Uhr MESZ)
21 Teilnehmerinnen traten in zwei Gruppen zur Qualifikationsrunde an. Die Qualifikationsweite für den direkten Finaleinzug betrug 14,30 m. Sieben Athletinnen übertrafen diese Marke (hellblau unterlegt). Das Finalfeld wurde mit den fünf nächstplatzierten Sportlerinnen auf zwölf Springerinnen aufgefüllt (hellgrün unterlegt). So reichten für die Finalteilnahme schließlich 13,88 m.

#### Gruppe A
| Platz | Name                  | Nation       | Resultat (m) | 1. Versuch (m) Wind (m/s) | 2. Versuch (m) Wind (m/s) | 3. Versuch (m) Wind (m/s) | Anmerkung                              |
| 01    | Olha Saladucha        | Ukraine      | 14,69        | 13,95 / +0,4              | 14,69 / +0,               | –                         |                                        |
| 02    | Hanna Knjasjewa       | Israel       | 14,46        | x                         | x                         | 14,46 / +0,6              |                                        |
| 03    | Kimberly Williams     | Jamaika      | 14,36        | 14,25 / −0,8              | 14,36 / +0,4              | –                         |                                        |
| 04    | Irina Gumieniuk       | Russland     | 14,30        | 14,30 / +0,6              | –                         | –                         |                                        |
| 05    | Mabel Gay             | Kuba         | 14,17        | 13,99 / +0,9              | 13,95 / +0,4              | 14,17 / +1,1              |                                        |
| 06    | Dana Velďáková        | Slowakei     | 13,88        | x                         | 13,88 / +1,3              | 13,85 / ±0,0              |                                        |
| 07    | Keila Costa           | Brasilien    | 13,82        | 13,82 / −0,4              | 13,80 / +1,0              | 13,67 / +1,4              | eigentlich für das Finale qualifiziert |
| 08    | Niki Panetta          | Griechenland | 13,69        | 13,04 / +1,2              | 13,69 / +0,9              | 13,52 / +0,6              |                                        |
| 09    | Irina Ektowa          | Kasachstan   | 13,37        | x                         | 13,09 / +0,4              | 13,37 / +0,8              |                                        |
| 10    | Anastasiya Juravlyeva | Usbekistan   | 13,32        | 13,03 / −0,4              | 13,32 / +1,6              | x                         |                                        |
| 11    | Sarah Nambawa         | Uganda       | 13,31        | x                         | x                         | 13,31 / +1,9              |                                        |

In Gruppe A ausgeschiedene Dreispringerinnen:

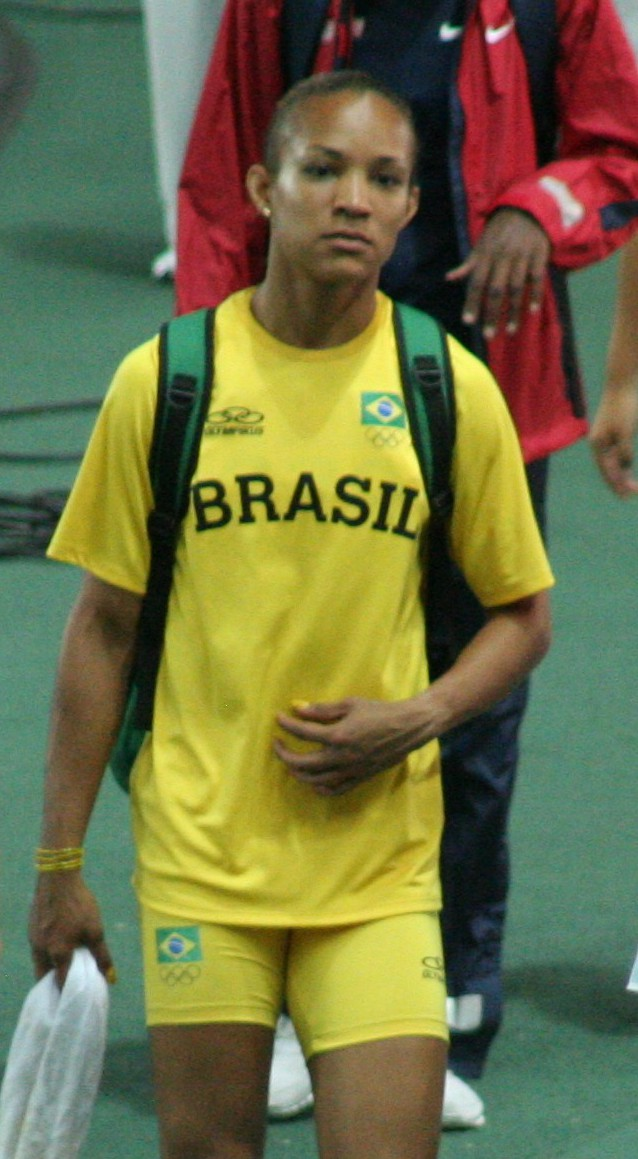
Keila Costa wäre mit ihren 13,82 m im Finale eigentlich startberechtigt gewesen
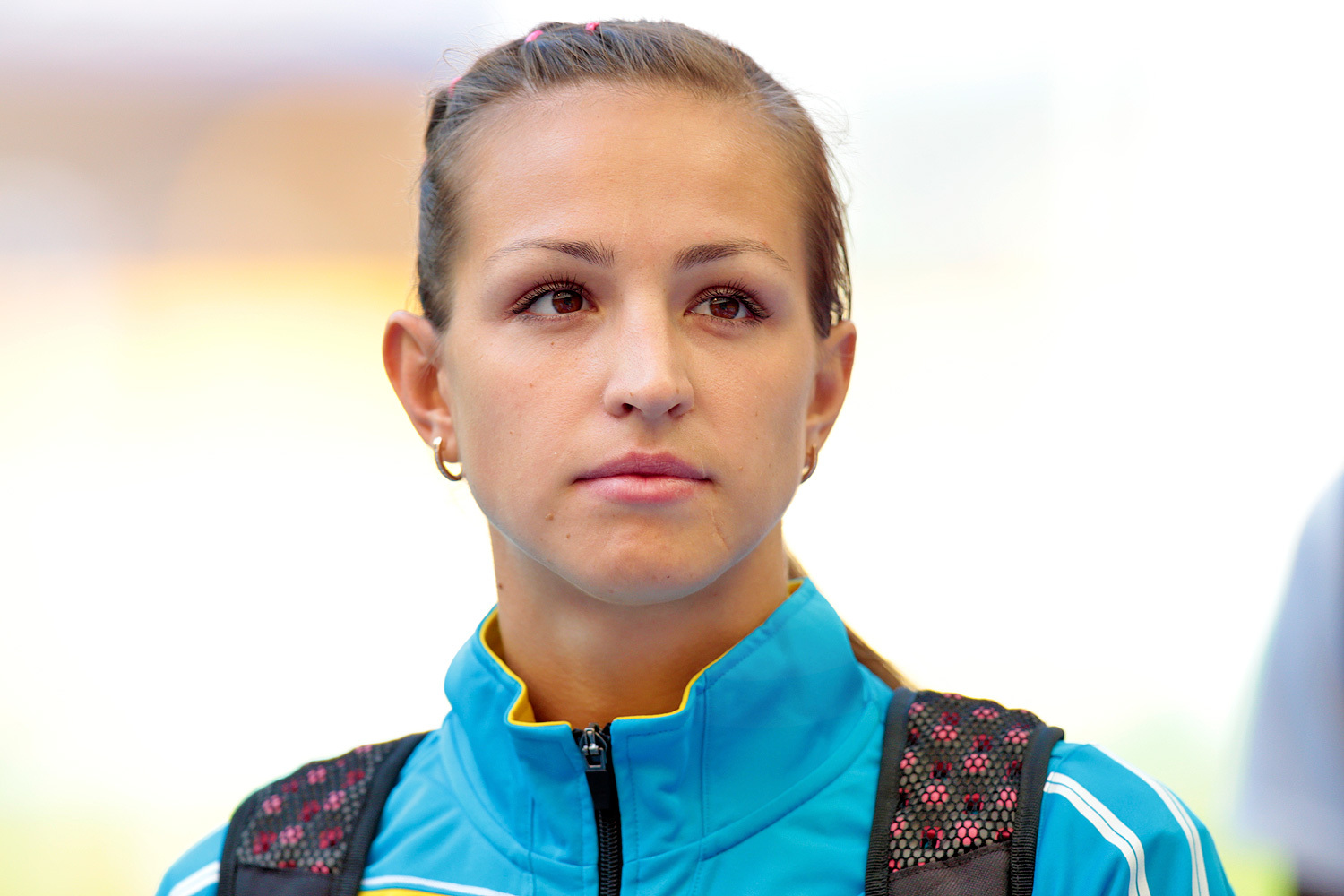
Irina Ektowa Rang neun mit 13,37 m

#### Gruppe B

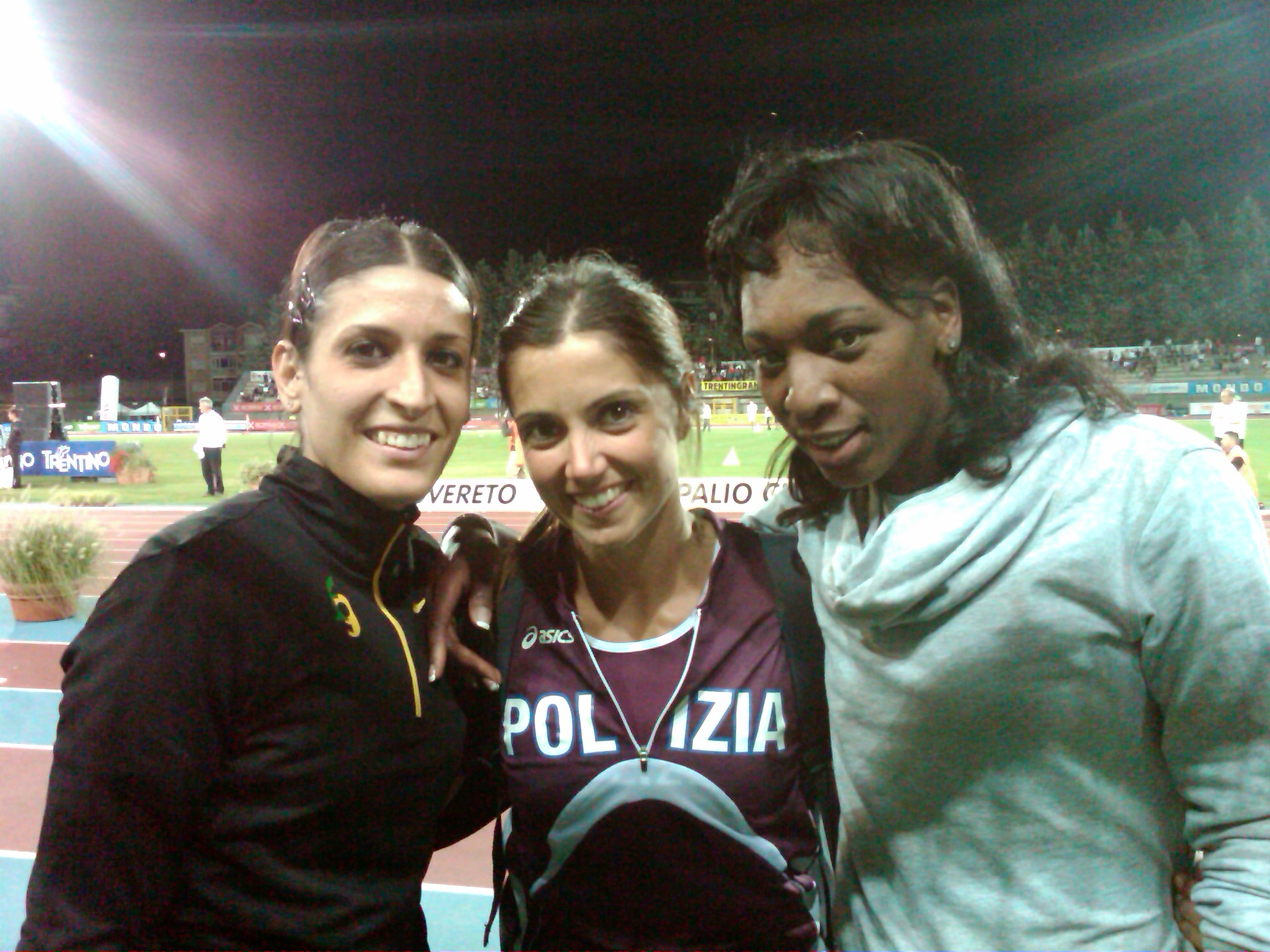
Simona La Mantia (links) – ausgeschieden als Sechste mit 13,80 m

| Platz | Name               | Nation       | Resultat (m) | 1. Versuch (m) Wind (m/s) | 2. Versuch (m) Wind (m/s) | 3. Versuch (m) Wind (m/s) | Anmerkung                 |
| 01    | Caterine Ibargüen  | Kolumbien    | 14,52        | 14,52 / +0,5              | –                         | –                         |                           |
| 02    | Jekaterina Konewa  | Russland     | 14,30        | 13,32 / +0,5              | 14,30 / +0,7              | –                         |                           |
| 03    | Snežana Rodič      | Slowenien    | 14,17        | 13,73 / −0,2              | x                         | 14,17 / +1,0              |                           |
| 04    | Anna Jagaciak      | Polen        | 13,96        | x                         | 13,21 / +0,6              | 13,96 / +0,3              |                           |
| 05    | Athanasia Perra    | Griechenland | 13,92        | x                         | 13,85 / +0,2              | 13,92 / +0,2              |                           |
| 06    | Simona La Mantia   | Italien      | 13,80        | 13,57 / +0,6              | x                         | 13,80 / −0,2              |                           |
| 07    | Ruslana Tsykhotska | Ukraine      | 13,51        | 13,51 / +0,1              | x                         | x                         |                           |
| 08    | Baya Rahouli       | Algerien     | 13,41        | x                         | 13,41 / +0,3              | x                         |                           |
| 09    | Natallja Wjatkina  | Belarus      | 13,19        | 13,19 / +0,9              | x                         | 13,02 / +0,6              |                           |
| DOP   | Anna Pjatych       | Russland     | 14,43        | 13,80 / +0,1              | x                         | 14,43 / +0,5              | für das Finale zugelassen |

### Finale
15. August 2013, 19:40 Uhr Ortszeit (16:40 Uhr MESZ)
| Platz | Name              | Nation       | Resultat (m) | 1. Versuch (m) Wind (m/s) | 2. Versuch (m) Wind (m/s) | 3. Versuch (m) Wind (m/s) | 4. Versuch (m) Wind (m/s)                       | 5. Versuch (m) Wind (m/s)                       | 6. Versuch (m) Wind (m/s)                       |
|       | Caterine Ibargüen | Kolumbien    | 14,85 WL     | x                         | 14,85 / +0,2              | 14,69 / +0,6              | 14,83 / +0,3                                    | x                                               | x                                               |
|       | Jekaterina Konewa | Russland     | 14,81        | 14,29 / +0,1              | 14,81 / +0,9              | 14,59 / +0,1              | 14,33 / +0,8                                    | 14,79 / +0,8                                    | 12,18 / −0,7                                    |
|       | Olha Saladucha    | Ukraine      | 14,65        | 14,42 / +0,5              | 14,65 / +0,9              | 14,33 / +0,2              | 14,51 / +0,7                                    | 14,60 / +0,7                                    | 14,49 / +0,1                                    |
| 04    | Kimberly Williams | Jamaika      | 14,62 PB     | x                         | 13,98 / +0,1              | 14,17 / +0,2              | 14,62 / +0,6                                    | x                                               | x                                               |
| 05    | Mabel Gay         | Kuba         | 14,45 SB     | 14,28 / +0,1              | 14,38 / +0,8              | 13,83 / +0,3              | 14,45 / +1,2                                    | 14,29 / +0,3                                    | x                                               |
| 06    | Hanna Knjasjewa   | Israel       | 14,33        | 14,33 / +0,1              | 14,19 / +0,4              | x                         | x                                               | 14,14 / +0,1                                    | x                                               |
| 07    | Irina Gumieniuk   | Russland     | 14,15        | x                         | x                         | 14,15 / +0,8              | x                                               | 13,98 / +0,8                                    | x                                               |
| 08    | Snežana Rodič     | Slowenien    | 14,13        | 13,75 / +0,1              | x                         | 14,13 / +0,2              | eigentlich zu drei weiteren Sprüngen berechtigt | eigentlich zu drei weiteren Sprüngen berechtigt | eigentlich zu drei weiteren Sprüngen berechtigt |
| 09    | Anna Jagaciak     | Polen        | 13,95        | 13,65 / +0,1              | 13,95 / +0,2              | 13,65 / +0,1              | nicht im Finale der besten acht Springerinnen   | nicht im Finale der besten acht Springerinnen   | nicht im Finale der besten acht Springerinnen   |
| 10    | Dana Velďáková    | Slowakei     | 13,84        | x                         | 13,84 / +0,8              | 13,60 / +0,4              | nicht im Finale der besten acht Springerinnen   | nicht im Finale der besten acht Springerinnen   | nicht im Finale der besten acht Springerinnen   |
| 11    | Athanasia Perra   | Griechenland | 13,75        | x                         | 13,75 / +0,7              | 13,55 / +0,2              | nicht im Finale der besten acht Springerinnen   | nicht im Finale der besten acht Springerinnen   | nicht im Finale der besten acht Springerinnen   |
| DOP   | Anna Pjatych      | Russland     | 14,29        | 14,29 / +0,5              | 11,68 / +0,4              | 14,08 / +0,6              | 14,21 / ±0,0                                    | 14,22 / +0,5                                    | 14,20 / +0,2                                    |

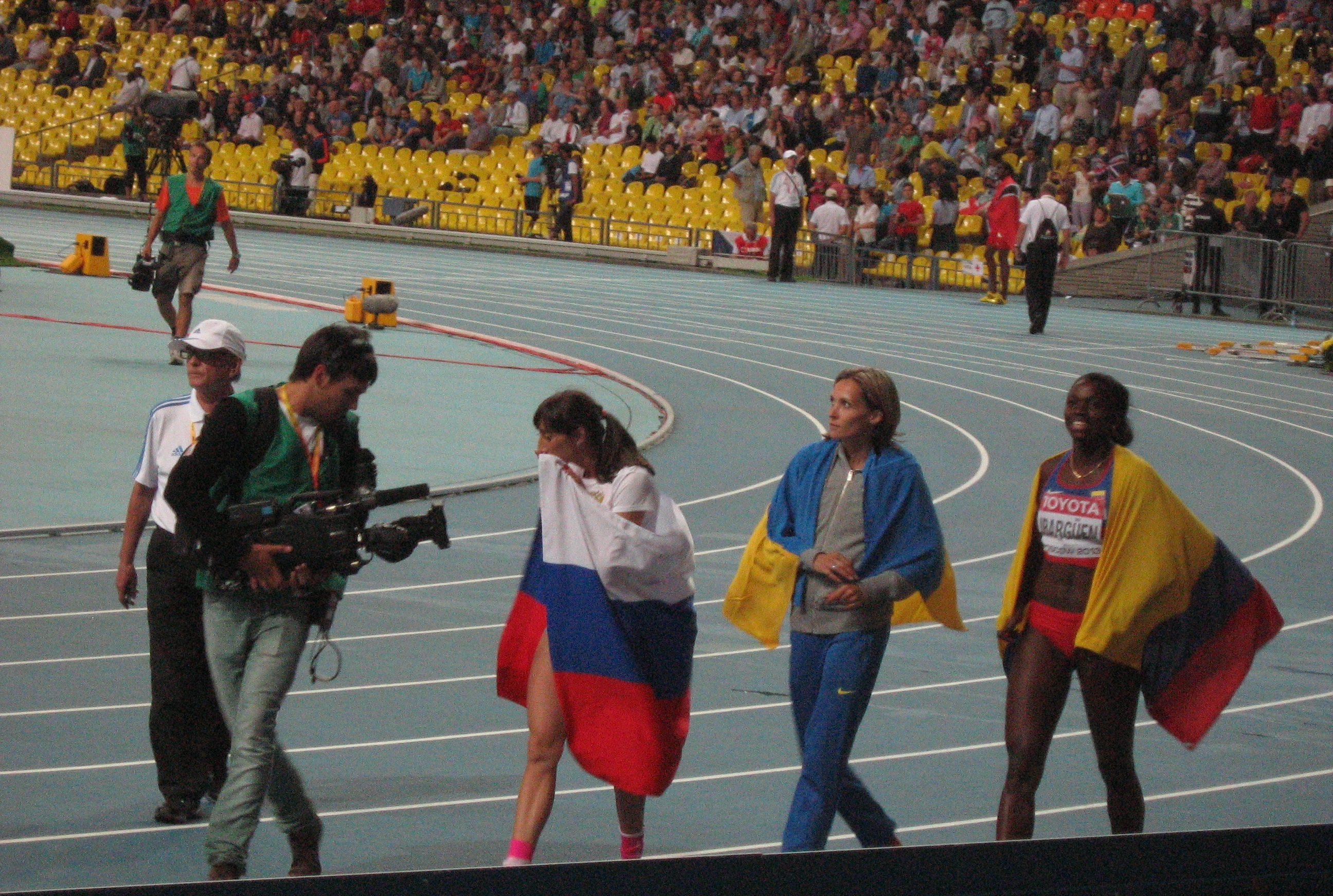
Die Medaillengewinnerinnen (v. l. n. r.): Jekaterina Konewa (Silber), Olha Saladucha (Bronze), Caterine Ibargüen (Gold)
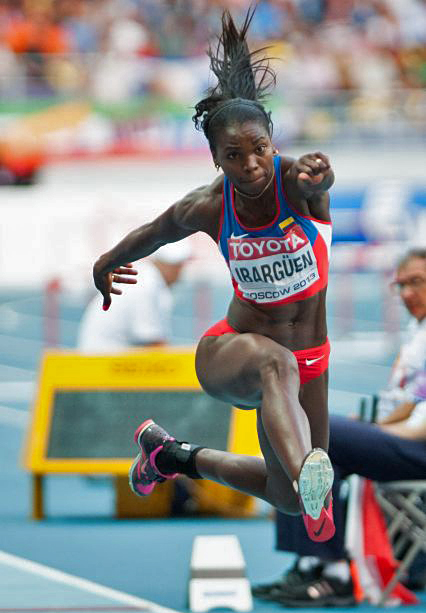
Caterine Ibargüen – 2011 WM-Dritte, 2012 Olympiazweite und nun Weltmeisterin mit Weltjahresbestleistung
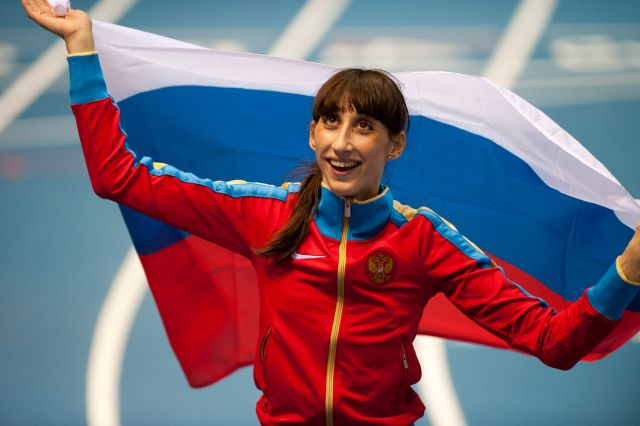
Vizeweltmeisterin Jekaterina Konewa

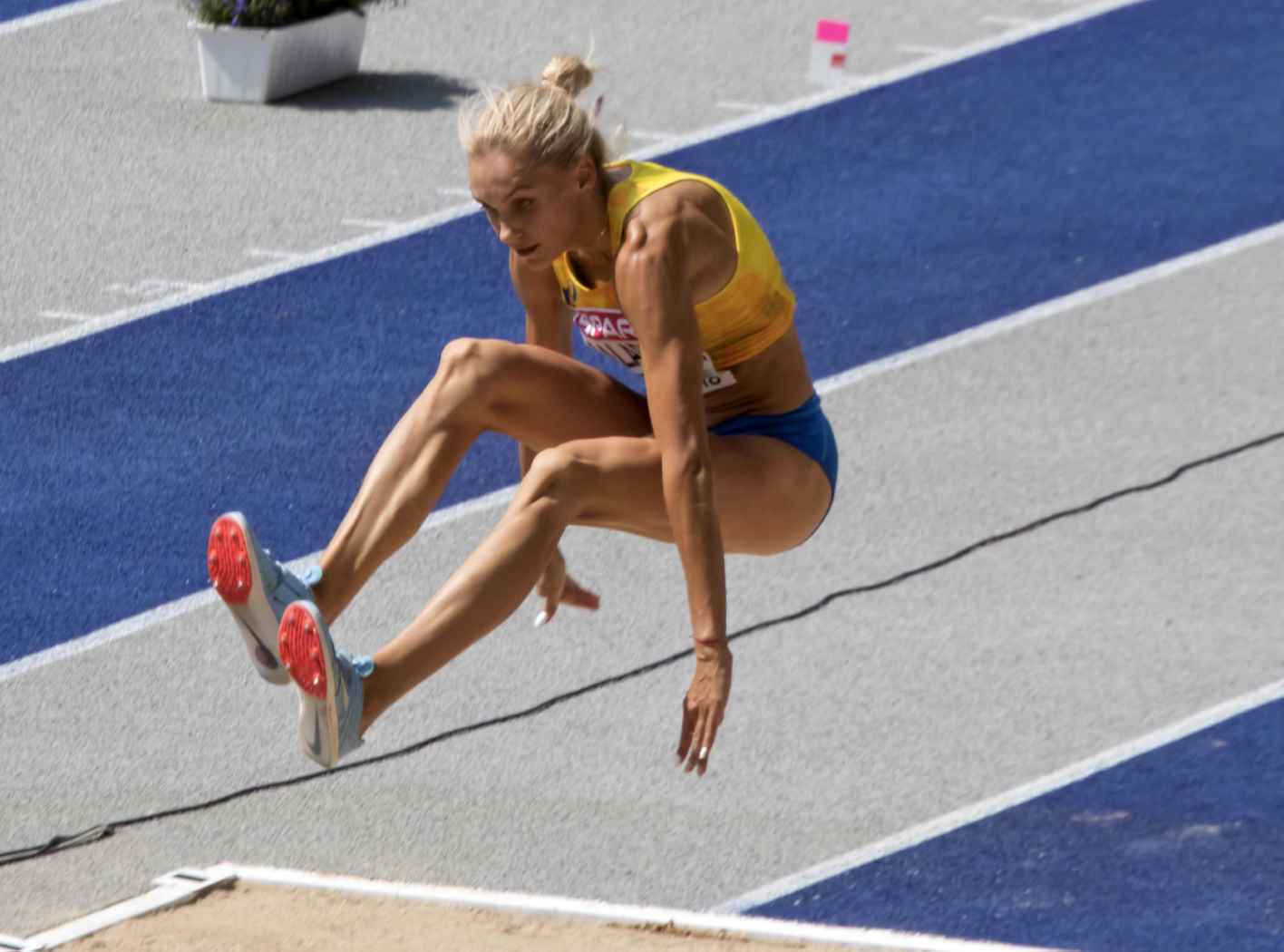
Bronze gab es für die Titelverteidigerin, Olympiadritte von 2012 und zweifache Europameisterin (2010/2012) Olha Saladucha
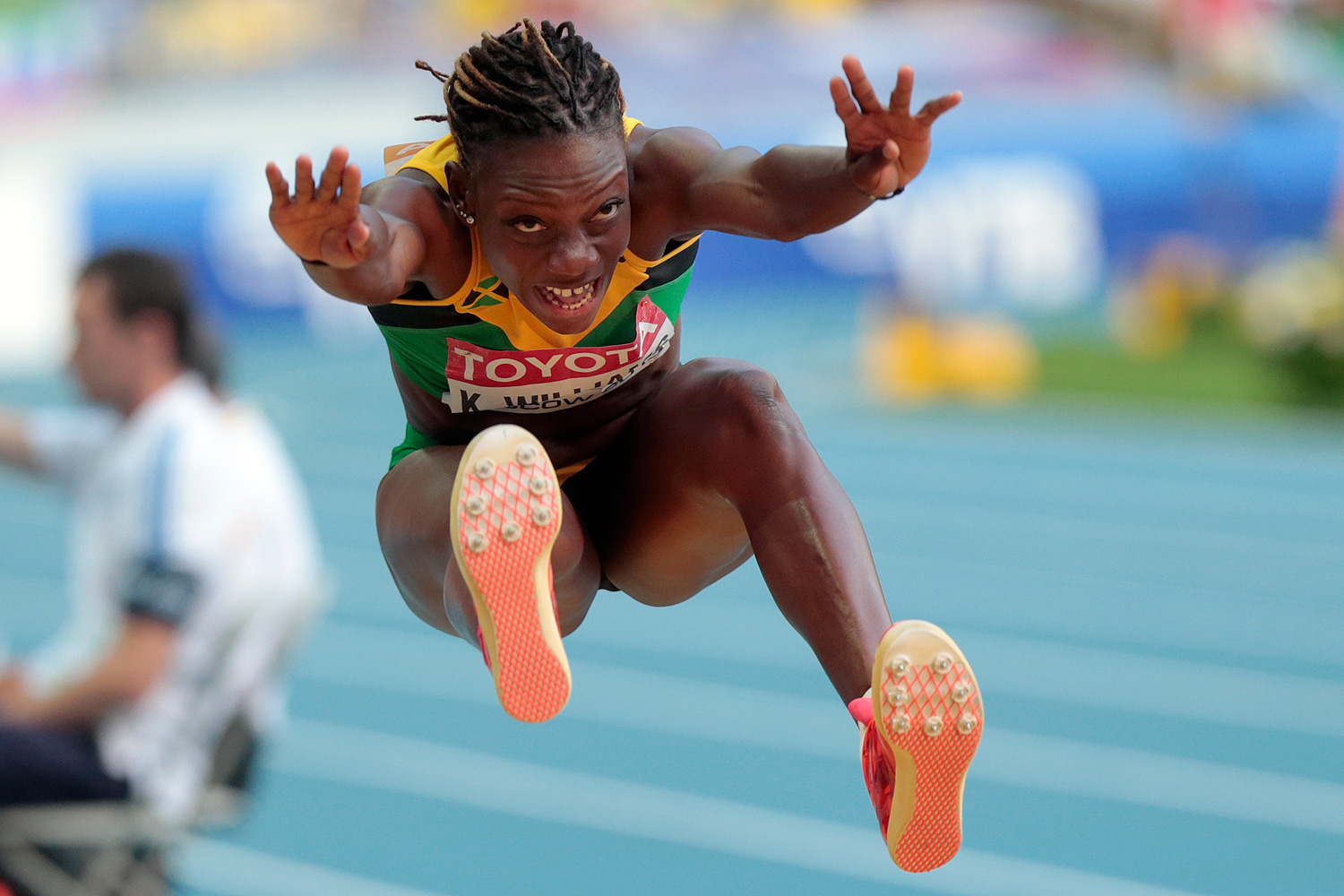
Die viertplatzierte Kimberly Williams
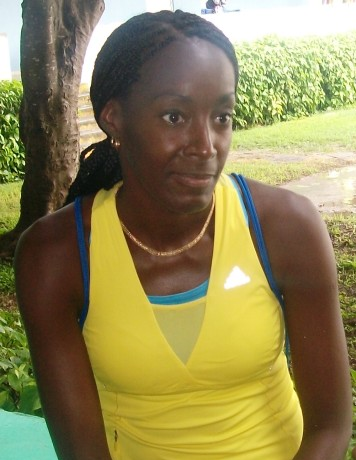
Mabel Gay belegte Rang fünf
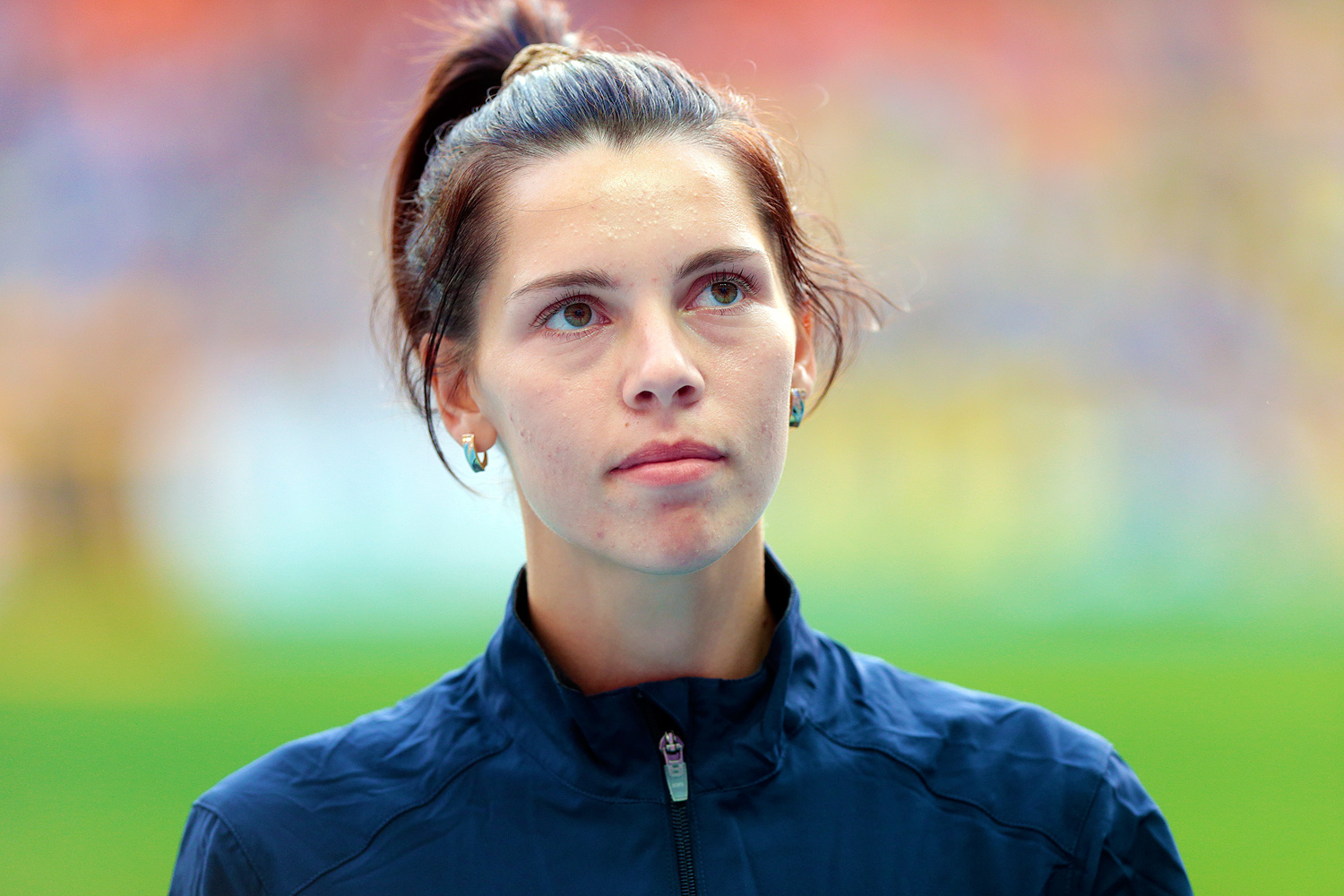
Hanna Knjasjewa wurde Sechste
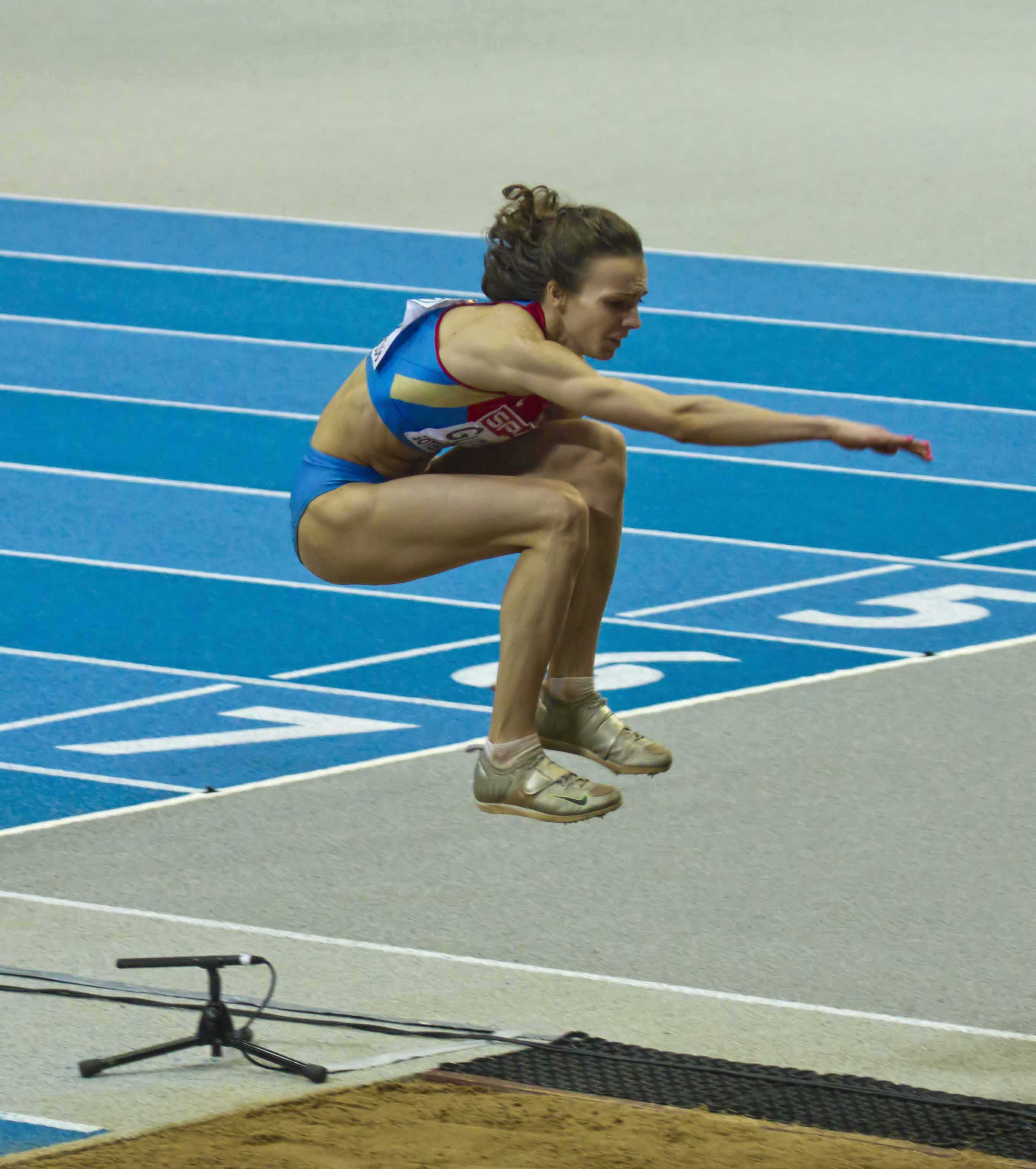
Irina Gumieniuk kam auf den siebten Platz
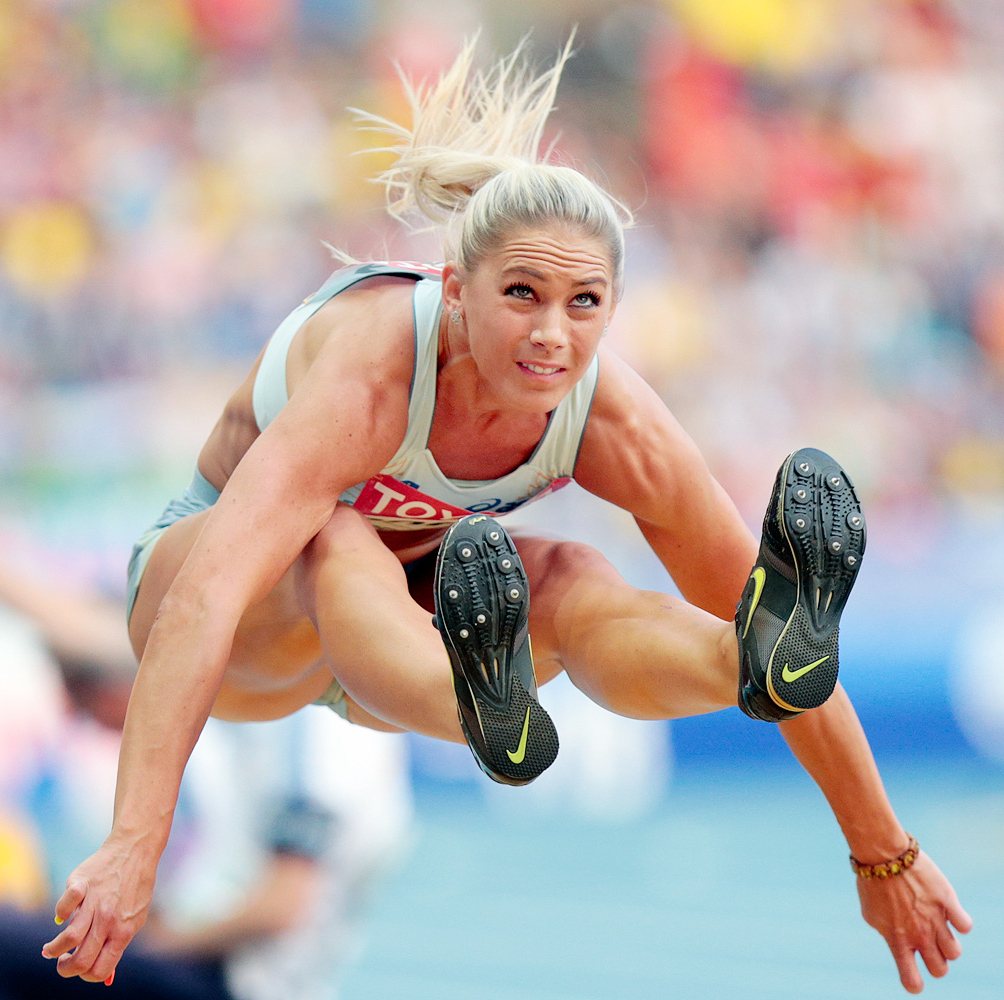
Snežana Rodič wurde als Athletin auf Platz acht durch die später disqualifizierte gedopte Wettbewerberin um drei Sprünge gebracht
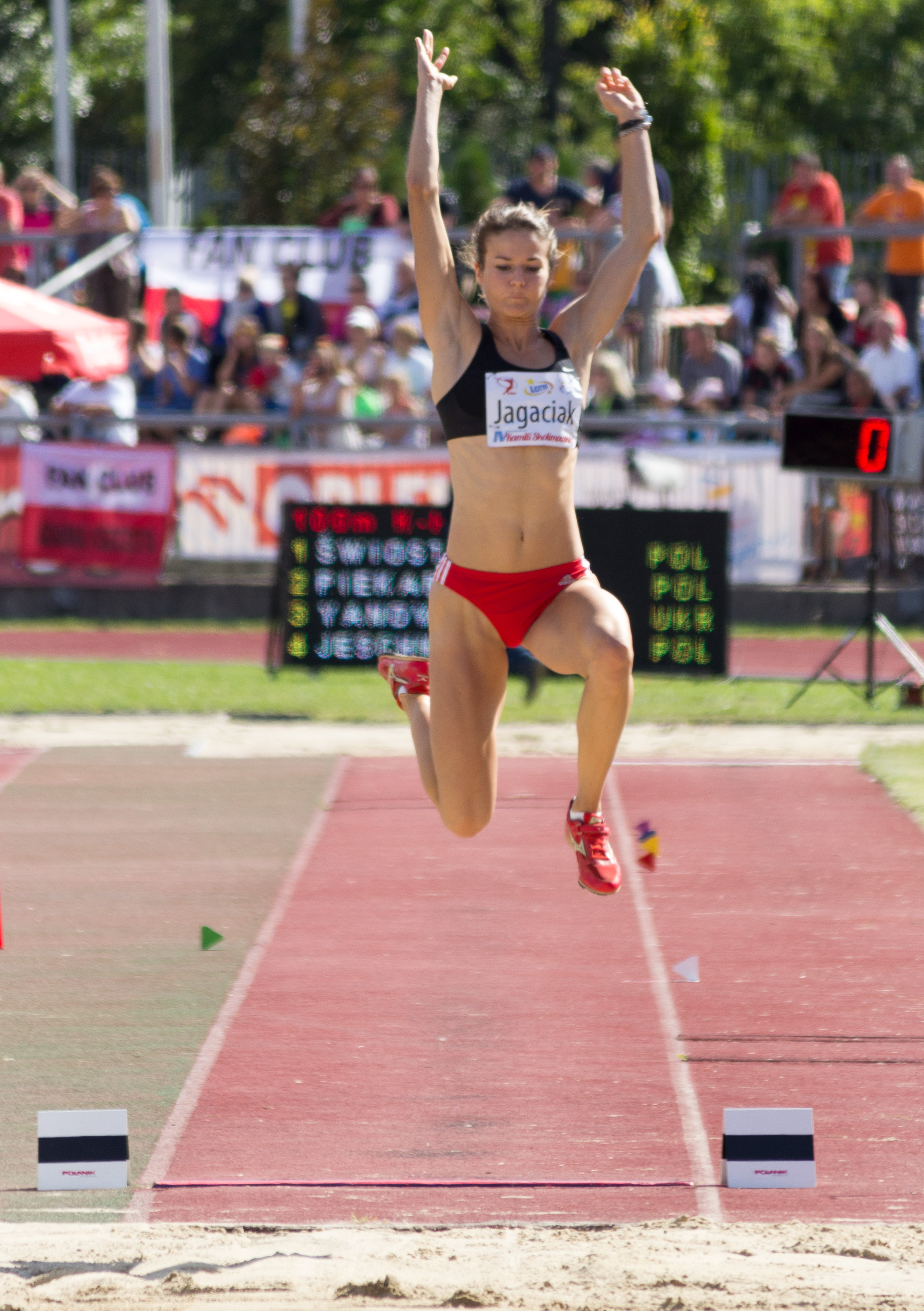
Anna Jagaciak erreichte Platz neun

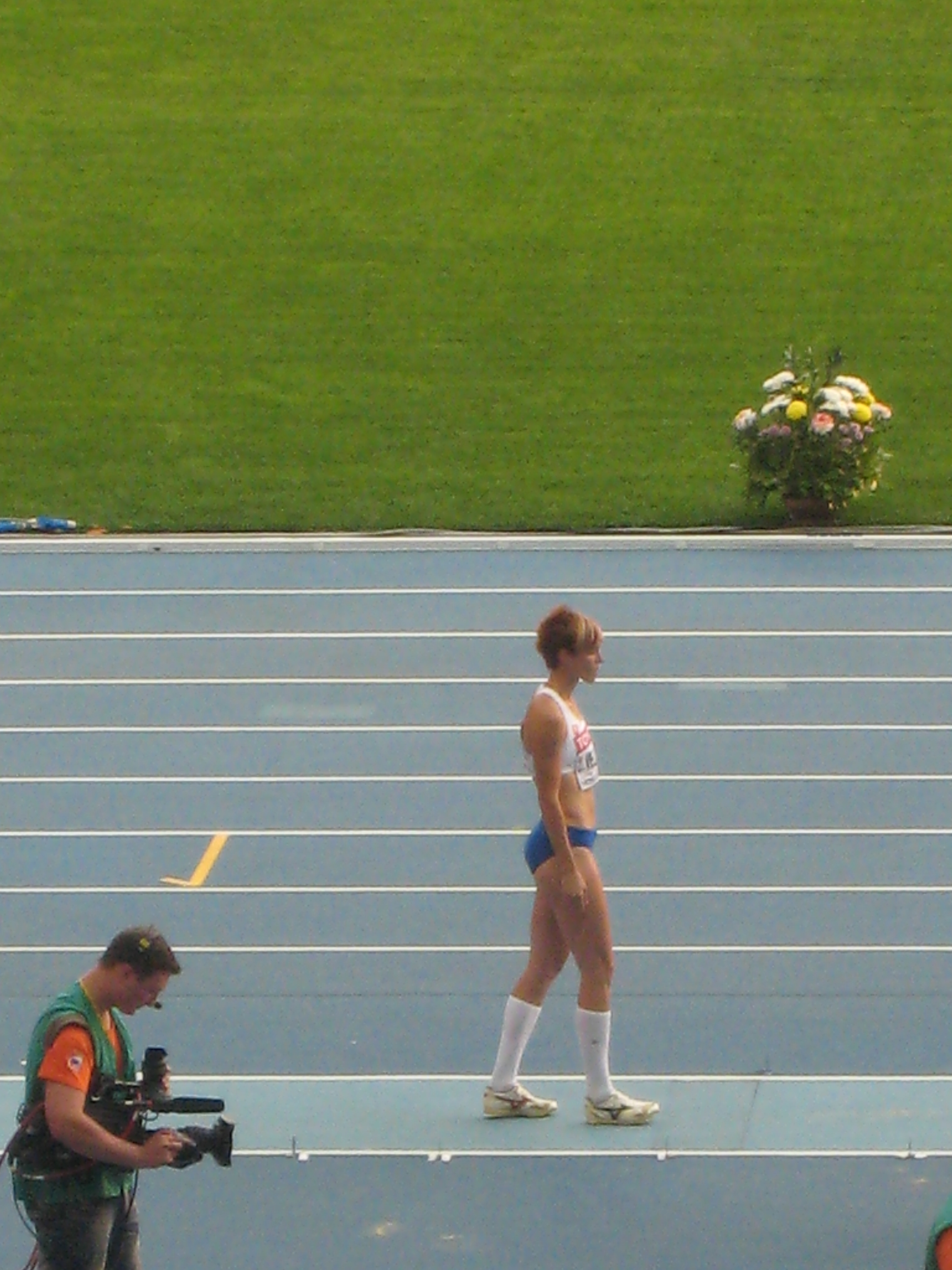
Rang zehn für Dana Velďáková
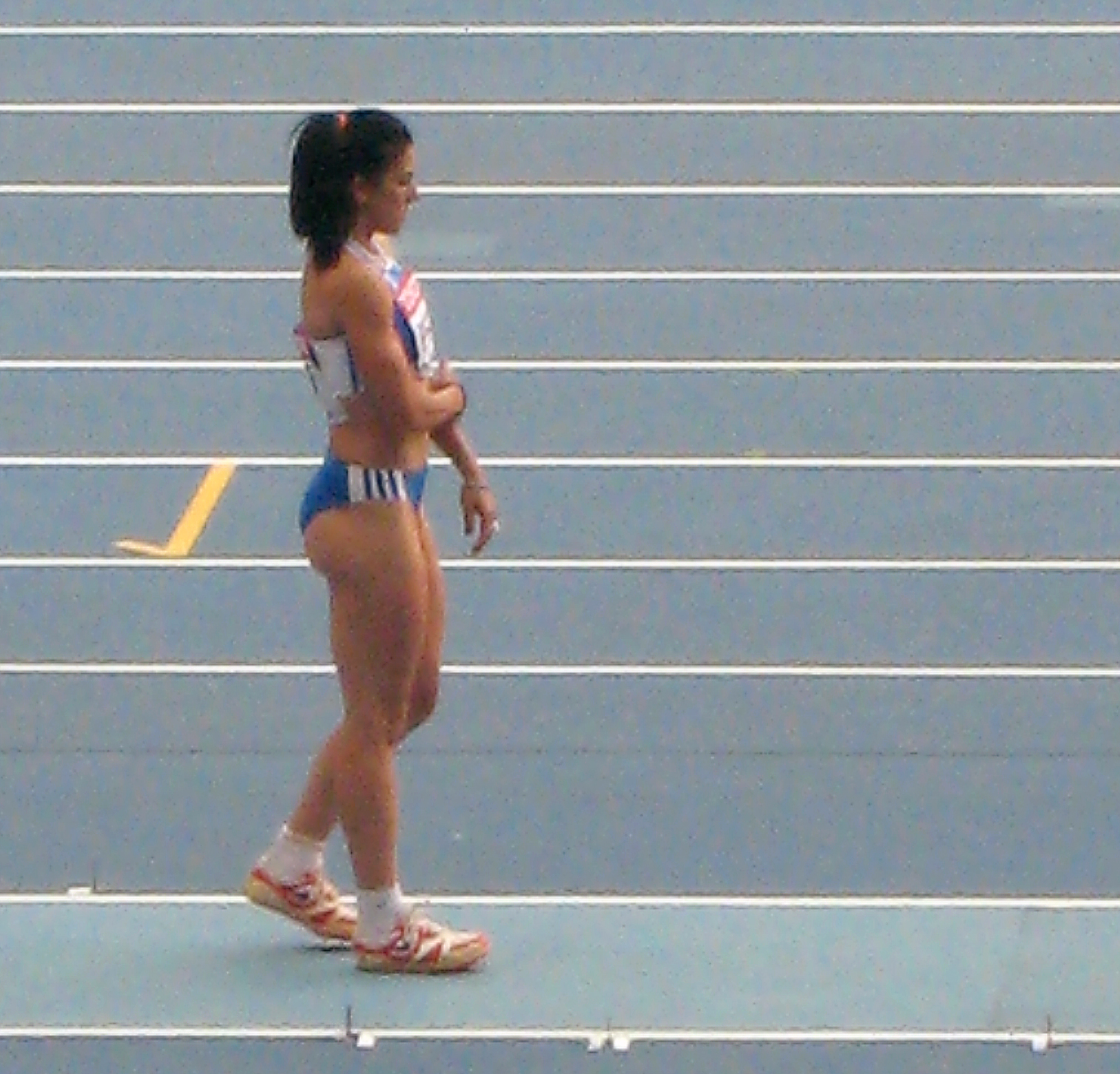
Athanasia Perra – Platz elf
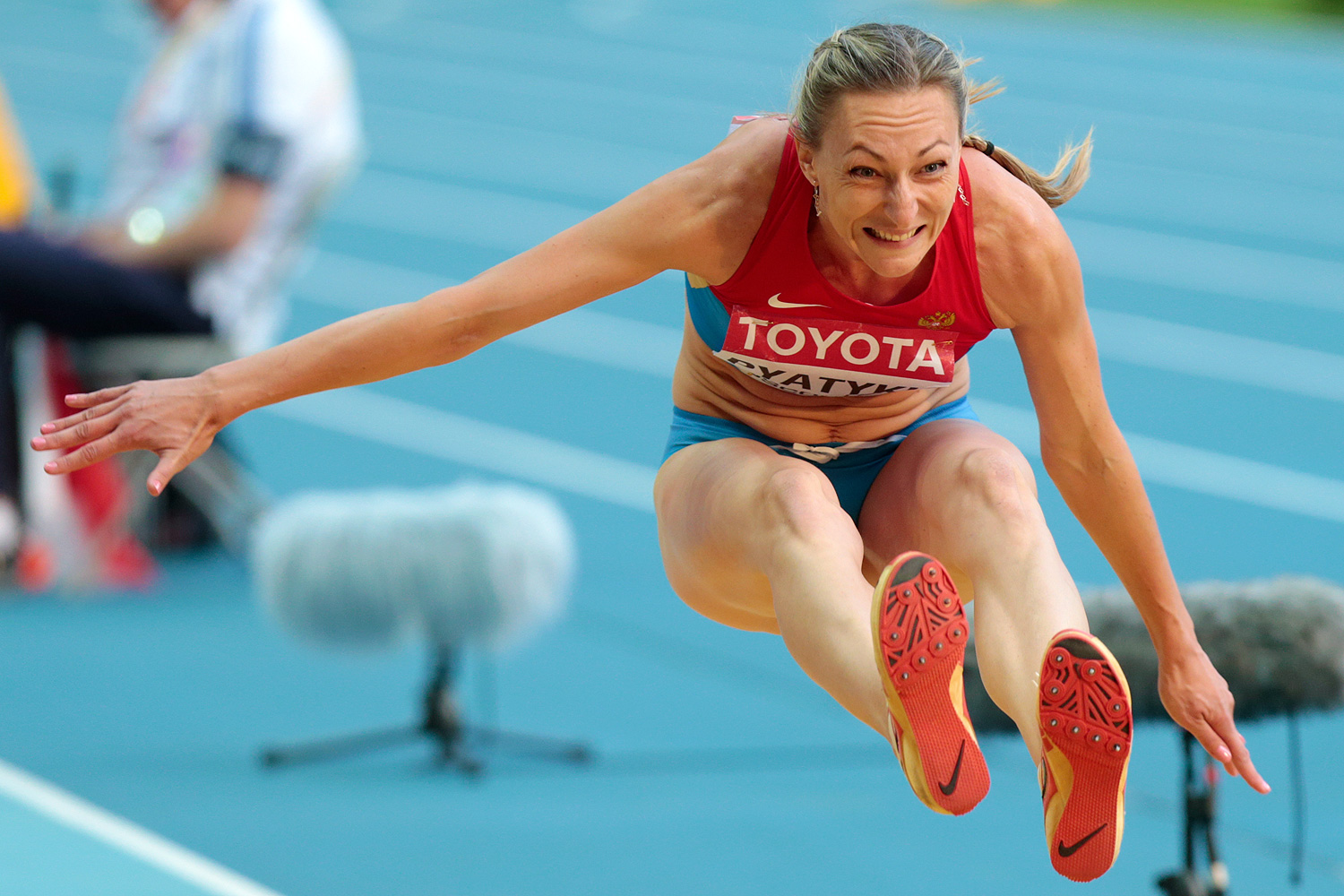
Anna Pjatych – gedopt und disqualifiziert

## Video
- Moscow 2013 - Caterine IBARGÜEN COL - Triple Jump Women - Final Gold, youtube.com, abgerufen am 22. Juli 2017